# Pitze
Pitze er en højre biflod til Inn i den østrigske delstat Tyrol. Floden er ca. 39 km lang, flyder gennem Pitztal og har afvander omkring 309 km². Floden udspringer ved Tyrols næststørste gletsjer Mittelbergferner ved St. Leonhard im Pitztal. Udmundingen i Inn ligger mellem Arzl im Pitztal og Karres.
46 gletsjere med et areal på 35 km² dækker mere end ti procent af afvandingsarealet. Selve flodens vandgennemstrømning svarer imidlertid ikke til størrelsen af dette område, da vandet i flodens øvre del siden 1964 ledes til den opdæmmede sø Gepatsch-Speichersee i Kaunertal. Således har kun flodens øvre del en naturlig vandmængde, der er afhængig af de vejr- og afledningsmæssige forhold.
I sommermånederne forvandler de smeltende sne- og gletsjermasser floden til en livlig gletsjerflod. I det begyndende forår i september begrænses vandmængden på grund af koldere temperaturer og mindre nedbør. Den laveste vandstand når Pitze i februar og marts.
Siden bygningen af vandkanalen i 1.800 meters højde ledes Pitze sammen med Taschachbach ind i en skakt videre til Gepatchspeicher. Ved Wenns ledes vandet til kraftværket i Imst.
47°04′52″N 10°50′02″Ø / 47.081°N 10.834°Ø